# 선다방
《선다방》은 대한민국의 텔레비전 프로그램이다.

## 시즌 1 (봄 여름 편) 고정 출연자
- 이적
- 유인나
- 양세형
- 로운 (SF9)

## 시즌 2 (가을 겨울 편) 고정 출연자
- 이적
- 유인나
- 양세형
- 헨리

### 이전 출연자
- 윤박
- 인성 (SF9)
- Key (샤이니)